# رقصنده دیسکو
رقصنده دیسکو (به هندی: Disco Dancer) فیلمی محصول سال ۱۹۸۲ و به کارگردانی بابار سوباش است. در این فیلم بازیگرانی همچون میتون چاکرابورتی، راجش خانا، اوم پوری، کیم یاشپال، گیتا سیدهارت ایفای نقش کرده‌اند.
خلاصه داستان: جیمی تصمیم می‌گیرد به بمبئی بازگردد و کار خود را به عنوان یک رقصنده شروع کند، او می‌خواهد انتقام خود را از آقای اوبرای که به مادرش (در کودکی) توهین کرده‌است، بگیرد و …